# Château de Sargans
Le château de Sargans, appelé en allemand Schloss Sargans, est un château situé sur le territoire de la commune saint-galloise de Sargans, en Suisse. 

## Histoire
Construit probablement au XIIe siècle et mentionné pour la première fois en 1282, le château et la ville de Sargans forment une citadelle unique depuis environ 1406. 
Après la conquête française, le château devient propriété du canton de Saint-Gall en 1803. Transformé en école en 1811 après l'incendie qui détruisit une partie du village, il devient la propriété de privés de 1834 à 1899 avant d'être acheté par la commune qui le restaura à plusieurs reprises.
Le château est inscrit comme bien culturel d'importance nationale. Il abrite un musée régional appelé Sarganserland.

## Source de la traduction
- (en) Cet article est partiellement ou en totalité issu de l’article de Wikipédia en anglais intitulé « Sargans Castle » (voir la liste des auteurs).